# Steatocranus
Steatocranus es un género de peces de la familia Cichlidae y de la orden de los Perciformes. Es endémico del río Congo en la República Democrática del Congo, a pesar de que una especie, Steatocranus irvinei, se encuentra en Ghana.

## Especies
- Steatocranus bleheri (Meyer, 1993)
- Steatocranus casuarius Poll, 1939
- Steatocranus gibbiceps (Boulenger, 1899)
- Steatocranus glaber (Roberts & Stewart, 1976)
- Steatocranus irvinei (Trewavas, 1943)
- Steatocranus mpozoensis (Roberts & Stewart, 1976)
- Steatocranus tinanti (Poll, 1939)
- Steatocranus ubanguiensis (Roberts & Stewart, 1976)

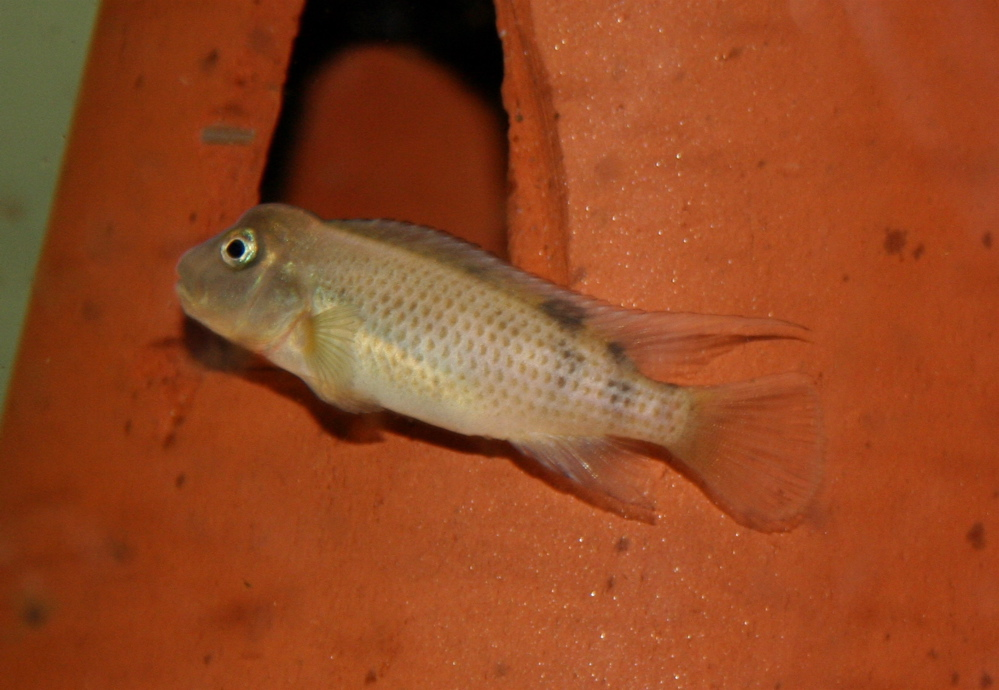
Hembra adulto de Steatocranus casuarius
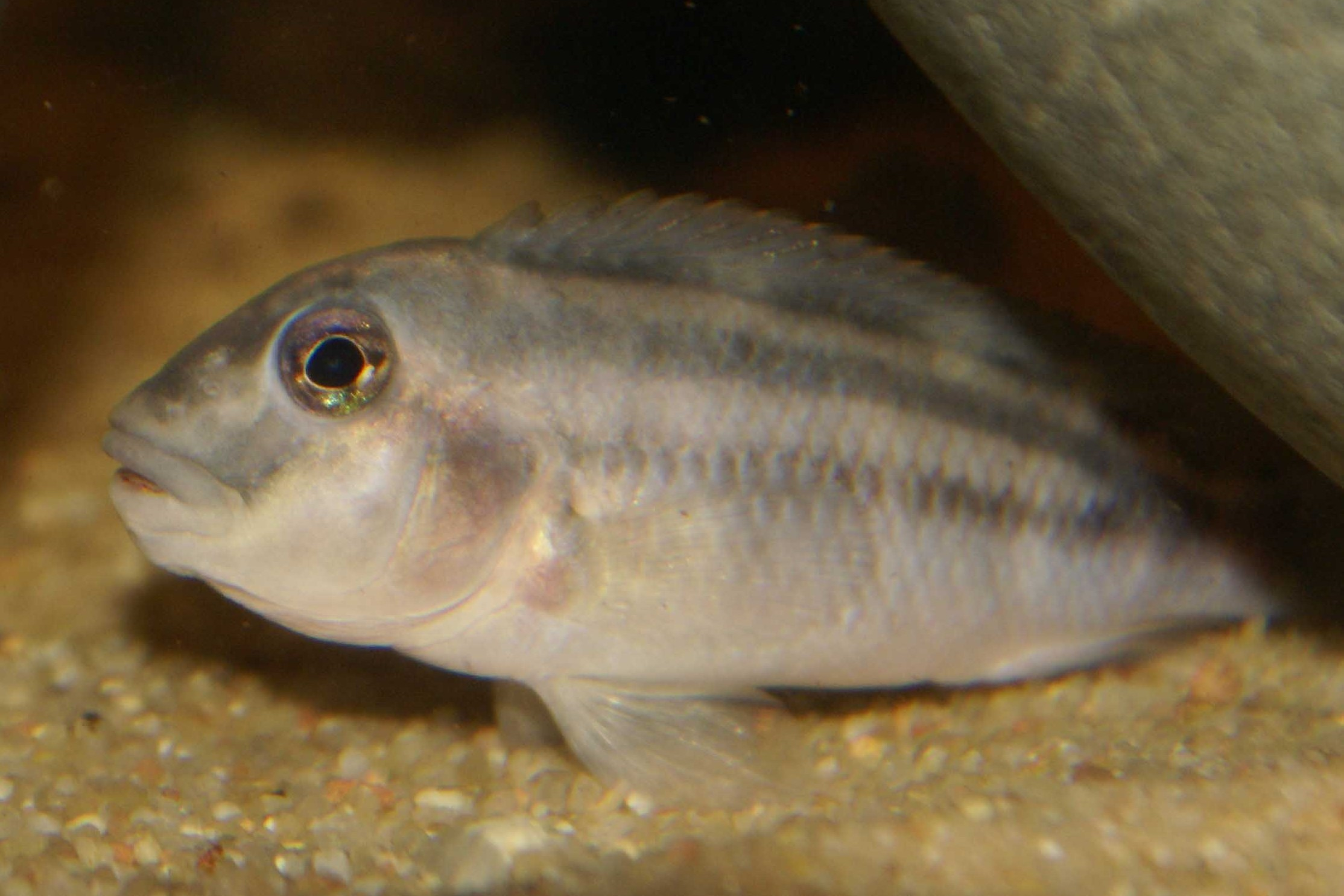
Macho adulto de Steatocranus bleheri Cichlidenwelt.de